# Грушецький Олег Леонідович
Груше́цький Олег (нар. 8 травня 1974, Мінськ, БРСР) — білоруський письменник, журналіст, автор дитячої та пригодницької фентезійної літератури, поет, перекладач, громадський діяч.
Відродженець скаутингу в Білорусі, один із засновників «Об'єднання білоруських скаутів».

## Біографія
Народився 8 травня 1974 року в Мінську. Навчався в СШ № 20 (з 1991 року — гімназія № 8). В юності і молодості багато займався різними видами спорту. Трудову діяльність розпочав зі старшого вожатого в СШ № 140 (1992 рік).
1996 року пройшов навчання в РІПО (Республіканський Інститут Професійної Освіти) за навчальним планом «Управління підприємством в умовах ринкової економіки» з присвоєнням кваліфікації «менеджер-підприємець». Закінчив на відмінно. Після працював на заводі засобів комплексної автоматизації НВО «Гранат» менеджером відділу маркетингу.
2019 року успішно закінчив навчання в Інституті Польським, серед кращих випускників.
Батько трьох дітей. Дочка — вихованка мінського білоруськомовного дитячого садка.

### Громадська діяльність

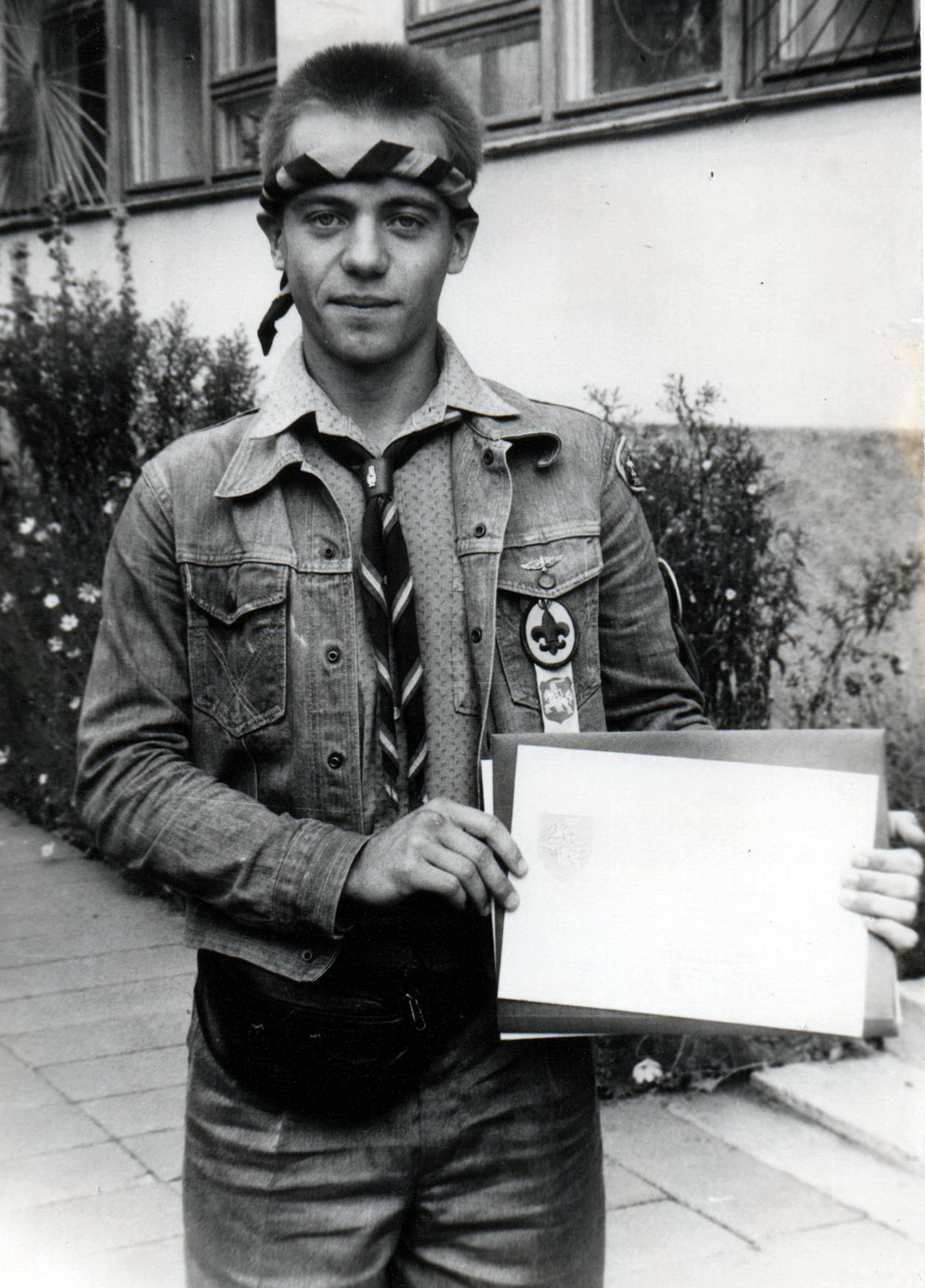
Олег Грушецький зі свідоцтвом Мін'юсту про реєстрацію «Об'єднання білоруських скаутів» в день отримання свідоцтва (12.08.1992)

З 1987 року — активний учасник товариства «Талака», яке займалося відродженням білоруської культури. 1989 року виділявся на Сеймі «Талакі» в члени Ради. На початку 1989 року став молодіжним керівником «Білоруського Учнівського Союзу» («БУС»).
У серпні 1989 року зібрав перший скаутський загін, до складу якого увійшли в основному учні школи № 20, а також члени «БУС». Створений загін (який складався переважно з хлопців і кількох дівчат) взяв назву «Косинери», на честь косинерів Кастуся Калиновського. Це була перша спроба відродження білоруського скаутингу.
У серпні 1990 року брав участь у відкритті першого заїзду першого білоруськомовного дитячого табору «Грюнвальд» — урочисто піднімав прапор на церемонії відкриття. На початку 1991 р. Олегом Грушецьким було надруковано перше сучасне білоруське скаутське видання — газета «Скаут Білорусі».
1991 року представляв Білорусь на XVII Всесвітньому скаутському Джамбарі (скаутський зліт), що проходив з 8 до 16 серпня 1991 року в Південній Кореї. Грушецький був першим (і на той час єдиним) білоруським скаутом, який представляв Білорусь на світовому Джамбарі (на запрошення світового скаутського керівництва).
1992 року став одним з організаторів установчого Сейму «Об'єднання білоруських скаутів». 21 березня 1992 року, під час Установчого Сейму, Олега Грушецького обрано членом Ради «ОБС». 14 серпня 1992 року в Республіканському скаутському таборі «Лесун» склав іспити з присвоєнням кваліфікації Скаут-майстра. 15 листопада 1992 року на зборах за освітою Мінської хоругви імені Вітовта був обраний членом Ради Мінської хоругви. У липні 1993 року відкривав перший Джамбарі «ОБС» — запалював велике Джамбарійське багаття.

## Творчість
1992 року почав писати бардівські і скаутські пісні. 1993 року виступив на «III білоруському фестивалі бардівської пісні» (28—29 серпня; присвячений Оршанській битві), пасля чаго быў запрошаны запісаць свае песні на «Белрадыё». Яго песні, як вершы, упершыню былі надрукаваныя ў часопісе «Першацвет» (№ 3, 1994).
Олег Грушецький пише казки, фентезі та вірші білоруською мовою. Також друкується польською та українською мовами. Публікувався зі своїми творами, А також з літературознавчими, біографічними та публіцистичними статтями в білоруських газетах «Літаратура і мастацтва», «Настаўніцкая газета», «Культура», «Звязда», «Белорусская нива» («Сельская газета»), «Народная Воля», «Наша слова», «Новы Час», польській «Gazeta Polska Codziennie», в журналах «Маладосць», «Буся», «Бярозка», «Вясёлка», «Першацвет», «Роднае слова», українському журналі «Колобочок», польських науково-історичних журналах «Mówią Wieki», «Rocznik Lubelski». Бере участь у творчих заходах поетичного театру «Арт. С».
У вересні 2020 року він підтримав звернення білоруських дитячих письменників проти фальсифікацій виборів і актів насильства з боку білоруської влади і з вимогою відновити закон. У листопаді 2020 року він підписався під відкритим зверненням білоруського письменницького співтовариства (організованим Союзом білоруських письменників) «Досить насильства, прийміть волю народу!», в якому також засуджувалося насильство і репресії з боку білоруської влади, а також містилася вимога, щоб влада визнала поразки і прийняла волю народу.
На думку Олега Грушецького білоруську літературу виділяє дух таємничості і загадковості, певної містичності і міфологічності. Літературу він вважає «невід'ємною частиною культури, тим, на чому відбувається формування свідомості нації, її виховання, будується менталітет. А також формується культурний та інтелектуальний рівень тих, хто підростає».

## Нагороди
- 2015 рік — 2 місце на конкурсі «Товариства білоруської мови» на тему «Гуманітарні науки. Персоналії», за статтю «Білоруське фентезі»[18].
- 2016 рік — диплом І ступені республіканського конкурсу науково-дослідних робіт «Пам'ять роду: минуле очима сучасників» в номінації «Історія власного роду, сім'ї» (організатор — науково-методичний журнал Міністерства освіти РБ «Роднае слова»)[19].
- 2017 рік — 1 місце в конкурсі «Культурний ракурс» газети «Література і мистецтво»[20].

### Інше
- 2019 рік — лонг-лист IV Міжнародного літературного конкурсу «Російський Гофман—2019», номінація «Проза казкова, фантазійна»[21].
- 2019 рік — книга «Країна Вимирання» увійшла в ТОП-10 кращих книг для дітей білоруською мовою (за версією TUT.BY)[22].
- 2020 рік — книга" «Країна Вимирання» увійшла в ТОП-12 кращих білоруських дитячих видань[23].

| |
| Нагородження дипл. I ступеня на респ. конк. науково-дослідних робіт «Пам'ять роду: Минуле очима сучасників». Нагороджує начальник управління у справах молоді Міносвіти РБ Н. Пшеничная |

| |
| Узнагароджанне дыпл. за 1-е месца ў конк. «Культурны ракурс» газ. «Літаратура і мастацтва». Разам з галоўным рэдактарам газ. «Літаратура і мастацтва» Л. Цімошык |

### У збірниках
- Грушэцкі А. Жаўнер i вужалка // Нявеста для Базыля: казкі / уклад. А. Спрынчан. — Мн.: Мастацкая літаратура, 2017. — С. 52—70. — 214 с. — (Беларуская аўтарская казка).
- Грушэцкі А. Дзяцей ён выхоўваў у любові да кніг. Пра педагога Янку Маўра // Янка Маўр. Наш вечны рабінзон: штрыхі да партрэта / уклад. М. Міцкевіч. — Мн.: Мастацкая літаратура, 2018. — С. 85—88. — 127 с. — (ЖЗЛБ).
- Грушэцкі А. Шыншыла (верш-скарагаворка) // Літаратурнае чытанне. 4 клас. Чытаем разам з буслікам / уклад. Т. А. Калінічэнка. — Мн.: Сэр-Віт, 2020. — С. 4. — 72 с. — (Школьная праграма).
- Грушэцкі А. Як Ясь братоў ленавацца адвучыў // Бульбінка: творы пра любімую беларусамі бульбу / уклад. А. Спрынчан. — Мн.: Мастацкая літаратура, 2021. — С. 86—88. — 94 с. — (Нашы сімвалы).